# Královské Poříčí
Královské Poříčí – wieś i gmina w Czechach, w powiecie Sokolov, w kraju karlowarskim. Według danych z dnia 1 stycznia 2013 liczyła 836 mieszkańców.
We wsi jest przystanek kolejowy Královské Poříčí.